# Praematoliparis anarthractae
Praematoliparis anarthractae är en fiskart som först beskrevs av Stein och Tompkins, 1989.  Praematoliparis anarthractae ingår i släktet Praematoliparis och familjen Liparidae. Inga underarter finns listade i Catalogue of Life.